# Vladimir Betz

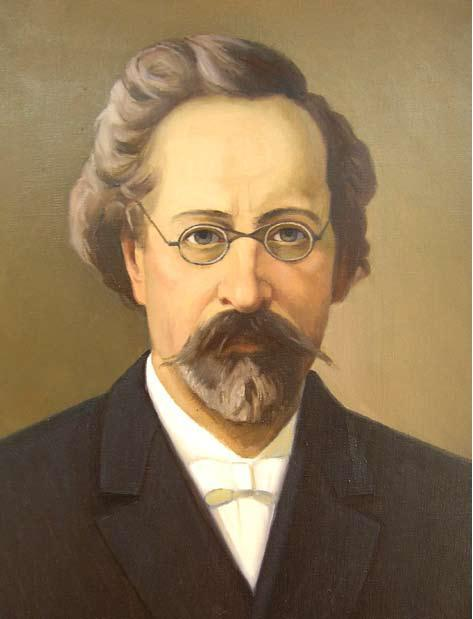
Vladimir Betz

Vladimir Alekseyevich Betz (em russo Владимир Алексеевич Бец; Tatarovshina, 14 de abril de 1834 – Kiev, 1894) foi um anatomista e histologista Ucraniano, professor da Universidade de Kiev, famoso pela descoberta dos neurônios gigantes piramidais do córtex motor primário.
Betz graduou-se em medicina pela Universidade de Kiev em 1860, onde posteriormente lecionou anatomia e histologia.
As preparações de tecido cerebral feitas por Betz foram premiadas na Exposição Universal de Viena  de 1873. Em 1874, Betz descreveu os neurônios gigantes piramidais no córtex motor primário, que mais tarde foram chamados de células Betz.